# Dontae Richards-Kwok
Dontae Richards-Kwok (Canadá, 1 de marzo de 1989) es un atleta canadiense, especialista en la prueba de 4 × 100 m, con la que llegó a ser medallista de bronce mundial en 2013.

## Carrera deportiva
En el Mundial de Moscú 2013 gana la medalla de bronce en los relevos 4 x 100 metros, tras los jamaicanos y estadounidenses.